# Surba
Surba település Franciaországban, Ariège megyében. Lakosainak száma 333 fő (2022. január 1.). Surba Arignac, Bédeilhac-et-Aynat, Rabat-les-Trois-Seigneurs és Tarascon-sur-Ariège községekkel határos.

## Népesség
A település népessége az elmúlt években az alábbi módon változott:
| Lakosok száma | 179  | 320  | 381  | 349  | 350  | 343  | 325  | 322  | 319  | 333  |
|               | 1968 | 1982 | 1990 | 2006 | 2013 | 2015 | 2017 | 2019 | 2020 | 2022 |